# Campbell Wright
Campbell Wright (* 25. května 2002 Rotorua) je americký biatlonista novozélandského původu.
Biatlonu se věnuje od roku 2017. Ve světovém poháru debutoval v únoru 2021, když ve sprintu na Mistrovství světa dojel na 74. místě. 
Ve své dosavadní kariéře ve světovém nezvítězil v žádném individuálním ani kolektivním závodě. Jeho nejlepším individuálním výsledkem je čtvrté místo ze sprintu v Kontiolahti z prosince 2024. Na mistrovství světa v roce 2025 skončil druhý ve sprintu a stříbrnou pozici obhájil i ve stíhacím závodě.
Účastnil se též juniorských mistrovství a mistrovství Evropy – na juniorském mistrovství světa 2023 ve Ščučinsku se stal mistrem světa ve sprintu.
Od listopadu 2023 nastupuje jako reprezentant Spojených států amerických.

## Výsledky

### Mistrovství světa a zimní olympijské hry
| Sezóna  | A   | Místo                | SP  | SZ  | HZ  | IZ  | ŠT | SŠT | SZD | Věk    |
| ------- | --- | -------------------- | --- | --- | --- | --- | -- | --- | --- | ------ |
| 2020/21 | MS  | Pokljuka             | 74. | –   | –   | –   | –  | –   | –   | 18 let |
| 2021/22 | ZOH | Peking               | 75. | –   | –   | 32. | –  | –   | ×   | 19 let |
| 2022/23 | MS  | Oberhof              | 46. | 45. | –   | 20. | –  | –   | –   | 20 let |
| 2023/24 | MS  | Nové Město na Moravě | 11. | 12. | 18. | 20. | 5. | –   | 7.  | 21 let |
| 2024/25 | MS  | Lenzerheide          | 2.  | 2.  | 4.  | 23. | 9. | 19. | 16. | 22 let |

Poznámka: Výsledky z olympijských her se do hodnocení světového poháru nezapočítávají, výsledky z mistrovství světa se dříve započítávaly, od mistrovství světa v roce 2023 se nezapočítávají.

### Mistrovství Evropy
| Sezóna  | A  | Místo   | SP  | SZ  | IZ   | SŠT | SZD | Věk    |
| ------- | -- | ------- | --- | --- | ---- | --- | --- | ------ |
| 2020/21 | ME | Dušníky | 59. | 54. | 100. | –   | –   | 18 let |

### Juniorská a dorostenecká mistrovství
| Sezóna  | D   | Místo          | SP  | SZ  | IZ  | ŠT | SŠT | Věk    |
| ------- | --- | -------------- | --- | --- | --- | -- | --- | ------ |
| 2021/22 | MSJ | Soldier Hollow | 14. | 22. | 6.  | –  | –   | 19 let |
| 2022/23 | MSJ | Ščučinsk       | 1.  | 6.  | 26. | –  | –   | 20 let |